# Bruno Barbić
Bruno Barbić (Zagreb, 17. ožujka 1986.), hrvatski plivač.
Nastupio je na Olimpijskim igrama 2008.
Na europskom prvenstvu u kratkim bazenima 2008. godine je osvojio brončanu medalju u štafeti 4 x 50 metara slobodnim stilom.
Bio je član zagrebačkog Medveščaka.